# マイクロ
マイクロ（英: micro、記号: 立体の μ ）は国際単位系 (SI) における接頭語の一つで、基礎となる単位の 10−6倍（= 百万分の一、0.000001倍）の量であることを示す。したがって、マイクロはミリの0.001倍、ナノの1000倍である。
- 1 マイクロメートル（記号：μm） = 0.000001 メートル = 0.001 ミリメートル = 1000 ナノメートル

- 1 マイクロ秒 （記号：μs）= 0.000001 秒 = 0.001 ミリ秒 = 1000 ナノ秒

- 1 マイクログラム（記号：μg） = 0.000001 グラム = 0.001 ミリグラム = 1000 ナノグラム

## 概要
マイクロは、ギリシャ語で「小さい」という意味の  (mikros) に由来する。1874年、英国科学振興協会 (BA) がCGS単位系の電磁気の単位の標準化を行う際に、その一部としてメガとともに新たに導入された。CGS単位系で電磁気の単位を組み立てると、その示す値が非常に大きくまたは小さくなるため、それまであった接頭辞だけでは足りず、新たな接頭辞を導入する必要があった。1960年の第11回国際度量衡総会 (CGPM) でSIが制定される際、正式に承認された。

## 表記
国際単位系 (SI) の規定では、"A（アンペア）"や"g（グラム）"のような単位記号と同様に、"k（キロ）"や"p（ピコ）"のようなSI接頭語も立体（ローマン体）で表記することが必須 (mandatory) であると定められている。したがって、しばしば、μ を斜体として「μ」（例えば、μm）と書かれることがあるが誤りである。
|  | μ              |  |  | μ            |  |
|  | 立体（正しい） |  |  | 斜体（誤り） |  |

以下はマイクロメートルの表記の例である。
|  | μm             |  |  | μm           |  |
|  | 立体（正しい） |  |  | 斜体（誤り） |  |

マイクロを表す記号には次の2つがある。
1. ユニコードの通常のギリシャ文字領域に存在するミュー「μ」(U+03BC GREEK LETTER SMALL MU)
2. Latin-1領域にあるマイクロ記号「µ」(U+00B5 MICRO SIGN) （互換性のため）

ユニコードコンソーシアムは前者1.のギリシャ文字を推奨しているが、実装はマイクロ記号を認識できる必要があるとしている。
前者1.のギリシャ文字「μ」(U+03BC GREEK LETTER SMALL MU) を用いると、環境によっては斜体で表示されることがあるので、後者2.の「µ」(U+00B5 MICRO SIGN)を用いる方がよい。
上記の2つの記号が共に使用することができない場合は、ラテン文字の"u"（小文字のユー）で代用されることもあるが、国際単位系国際文書の規定からは逸脱する。

## 単位以外
接頭語とは関係なく、大きさが（非常に）小さいものについて「マイクロ」を冠する言葉がいくつかある。この場合は「ミクロ」と発音することがある。
- マイクロバス
- マイクロフォン
- マイクロ波（マイクロウェーブ）
- マイクロサージェリー（英語版）
- マイクロドージング（英語版）
- マイクロメータ（マイクロメートルとは意味が異なる）
- マイクロコンピュータ
- マイクロマシン
- マイクロフィルム
- マイクロファイバー、マイクロファイバークロス
- ゲームボーイミクロ
- ミクロの決死圏（1966年の米国のSF映画、Fantastic Voyage の日本語のタイトル）
- ミクロマン
- 日産・マーチの輸出名および派生コンバーチブル､｢マイクラ｣(micraはミクロンの複数形)